# Мельник Ярослав Володимирович
Яросла́в Володи́мирович Ме́льник (нар. 6 січня 1980, Дубровиця, Рівненська область) — український дипломат, колишній керівник Департаменту Державного Протоколу і Церемоніалу Офісу Президента України, Надзвичайний і повноважний посол України в Італійській Республіці (2020—2025). Постійний представник України при Продовольчій та сільськогосподарській організації (ФАО) Організації Об'єднаних Націй (2021—2025). Надзвичайний і Повноважний Посол України в Бельгії з 21 липня 2025 року.

## Життєпис
Народився 6 січня 1980 року в містечку Дубровиця Рівненської області.

## Освіта
З 1996 року по 2002 рік навчався в Інституті міжнародних відносин КНУ ім. Шевченка. Здобув фах магістра міжнародних відносин та перекладача з англійської мови.
2012 року завершив навчання в Інституті післядипломної освіти Національного університету водного господарства та природокористування за спеціальністю економіста.

## Трудова кар'єра
- 1998—2000 — перекладач Державного підприємства «Універсальне агентство з продажу авіаперевезень» (Київ).
- 2000—2001 — менеджер АТЗТ «Перша міжнародна страхова група» (Київ).
- 2001—2002 — керівник департаменту майнового страхування ТДВ «Київське страхове товариство».

## Державна та дипломатична служба
5 липня 2002 року склав Присягу державного службовця.
З 2002 року по 2008 рік — провідний спеціаліст, завідувач сектору, заступник начальника Управління Секретаріату Кабінету Міністрів України, заступник Керівника Протоколу Прем'єр-міністра України, м. Київ;
З 2008 року по 2010 рік — заступник керівника торговельно-економічної місії Посольства України в Італійській Республіці при Генеральному консульстві в Мілані Міністерства економіки України;
З 2010 року по 2014 рік — перший заступник Керівника Головного управління Державного Протоколу та Церемоніалу Адміністрації Президента України;
9 квітня 2014 року призначений Керівником Головного департаменту Державного Протоколу та Церемоніалу Адміністрації Президента України.
21 вересня 2020 року призначений послом України в Італії, замінивши на цій посаді звільненого в липні Євгена Перелигіна.
29 січня 2021 року призначений Постійним представником України при Продовольчій та сільськогосподарській організації (ФАО) Організації Об'єднаних Націй.
11 серпня 2021 року призначений Надзвичайним і Повноважним Послом України в Республіці Сан-Марино за сумісництвом.
13 грудня 2021 року призначений Надзвичайним і Повноважним Послом України в Республіці Мальта за сумісництвом.
21 липня 2025 року звільнений із займаних посад і призначений послом у Королівстві Бельгія.

## Дипломатичний ранг
- Надзвичайний і Повноважний посланник 1 класу (24 серпня 2012)[8]
- Надзвичайний і Повноважний Посол України (26 серпня 2015)[9]

## Державні нагороди
- Орден «За заслуги» III ступеня (2019)[10]